# Astrocianita-(Ce)
L'astrocianita-(Ce) és un mineral de la classe dels carbonats. Rep el seu nom del grec άστρον ("astron"), estrella, i κυανός ("kyanos"), blau, en al·lusió al seu color, a l'hàbit que presenten els seus agregats i al lantànid dominant a la seva composició.

## Característiques
L'astrocianita-(Ce) és un carbonat de coure i diversos lantànids com neodimi, lantani i ceri, de fórmula química Cu₂(Ce,Nd,La)₂(UO₂)(CO₃)₅(OH)₂·1,5H₂O. Cristal·litza en el sistema hexagonal en forma de cristalls tabulars de fins a 1mm. aïllats o formant agregats estrellats. La seva duresa a l'escala de Mohs és 2,5, sent un mineral tou.
Segons la classificació de Nickel-Strunz, l'astrocianita-(Ce) és l'única integrant de "05.EF: Uranil carbonats amb proporció UO₂:CO₃ = 1:5".

## Formació i jaciments
Es troba a les zones d'oxidació dels dipòsits de coure i cobalt que contenen urani. Sol trobar-se associada a altres minerals com: uraninita, uranofana, kamotoïta-(Y), françoisita-(Nd), shabaïta-(Nd), schuilingita-(Nd) i masuyita. La seva localitat tipus es troba a Kamoto, al districte de Kolwezi (Katanga, República Democràtica del Congo).